# Groupe Bel
Groupe Bel (Fromageries Bel) er en fransk producent af ost med hovedkvarter i Suresnes, Île-de-France. De fremstiller og distribuerer forskellige forarbejdede og halvforarbejdede oste. De har fem primære mærker den leende ko, Babybel, Kiri, Leerdammer og Boursin.
Groupe Bel driver virksomhed i 33 lande, og deres produkter sælges i 130 lande.
Virksomheden blev etableret i 1865 af Jules Bel, under navnet Établissements Jules Bel i Orgelet.